# Kanton Guebwiller
Kanton Guebwiller (fr. Canton de Guebwiller) je francouzský kanton v departementu Haut-Rhin v regionu Grand Est. Tvoří ho 18 obcí. Před reformou kantonů 2014 ho tvořilo 11 obcí.

## Obce kantonu
od roku 2015:
- Bergholtz
- Bergholtzzell
- Buhl
- Guebwiller
- Hartmannswiller
- Issenheim
- Jungholtz
- Lautenbach
- Lautenbachzell
- Linthal
- Merxheim
- Murbach
- Orschwihr
- Raedersheim
- Rimbach-près-Guebwiller
- Rimbachzell
- Soultz-Haut-Rhin
- Wuenheim

před rokem 2015:
- Bergholtz
- Bergholtzzell
- Buhl
- Guebwiller
- Lautenbach
- Lautenbachzell
- Linthal
- Murbach
- Orschwihr
- Rimbach-près-Guebwiller
- Rimbachzell